# Henry Wilson Temple

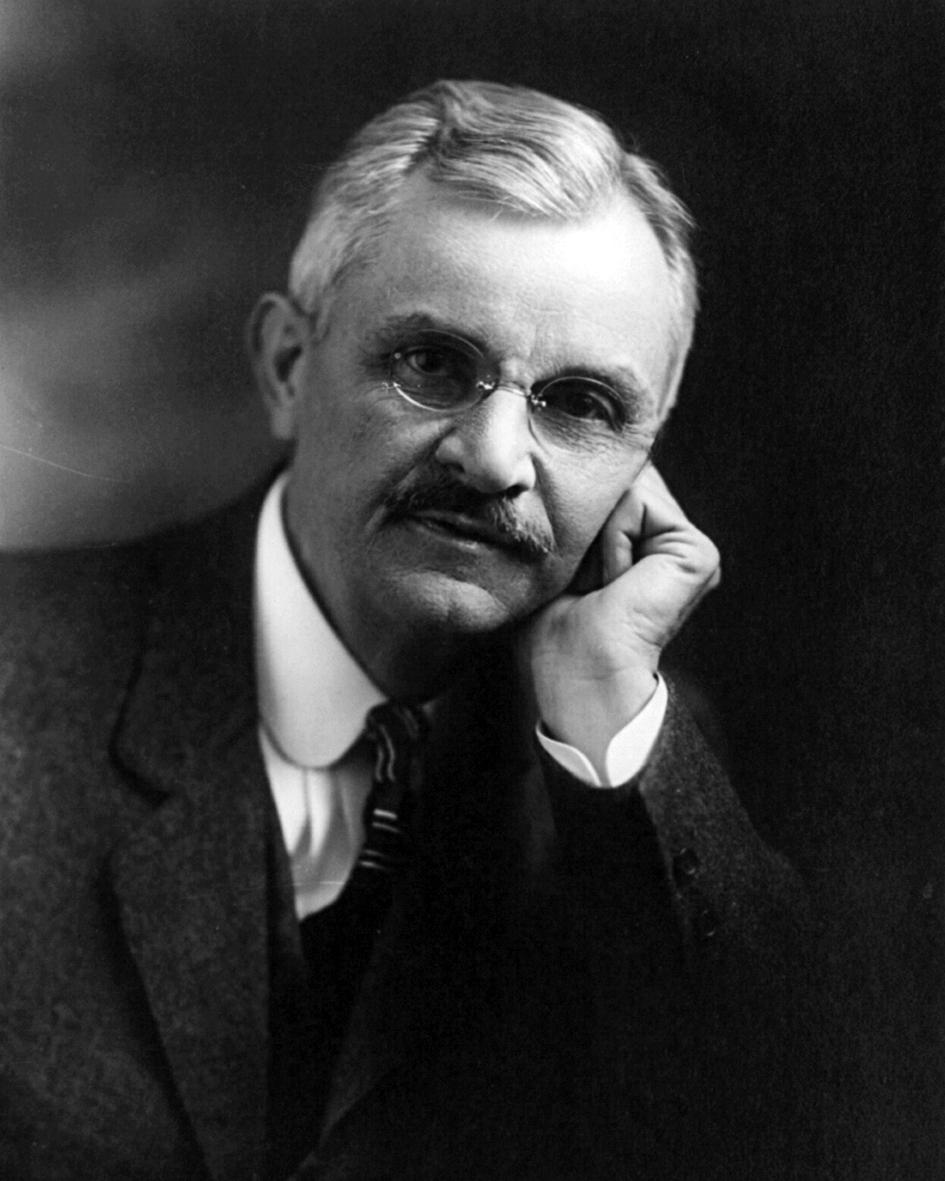
Henry Wilson Temple (1913)

Henry Wilson Temple (* 31. März 1864 in Belle Center, Ohio; † 11. Januar 1955 in Washington, Pennsylvania) war ein US-amerikanischer Politiker. Zwischen 1913 und 1933 vertrat er mit einer kurzen Unterbrechung im Jahr 1915 den Bundesstaat Pennsylvania im US-Repräsentantenhaus.

## Werdegang
Henry Temple besuchte die öffentlichen Schulen seiner Heimat und danach bis 1883 das Geneva College in Beaver Falls (Pennsylvania). Nach einem anschließenden Theologiestudium am Covenanter Theological Seminary in Pittsburgh und seiner 1887 erfolgten Ordination zum Geistlichen begann er in Pennsylvania in diesem Beruf zu arbeiten. Zwischen 1898 und 1913 lehrte er auch am Washington & Jefferson College das Fach Politische Wissenschaften. Politisch schloss er sich der vom früheren Präsidenten Theodore Roosevelt gegründeten Progressive Party an. Später wechselte er zu den Republikanern.
Bei den Kongresswahlen des Jahres 1912 wurde Temple als Kandidat der Progressive Party im 24. Wahlbezirk von Pennsylvania in das US-Repräsentantenhaus in Washington, D.C. gewählt, wo er am 4. März 1913 die Nachfolge von Charles Matthews antrat. Da er im Jahr 1914 dem Republikaner William M. Brown unterlag, konnte er bis zum 3. März 1915 zunächst nur eine Legislaturperiode im Kongress absolvieren. Brown starb aber bereits am 31. Januar 1915, noch vor Beginn der neuen Legislaturperiode. Damit wurde im 24. Distrikt eine Nachwahl notwendig, die Temple gewann. Bei dieser Nachwahl kandidierte er bereits für die Republikanische Partei. Am 2. November 1915 konnte er sein Mandat im Kongress antreten. Zwischen dem 4. März und dem 1. November 1915 war der Sitz vakant.
Nach sieben Wiederwahlen konnte Temple bis zum 3. März 1933 im Kongress verbleiben. Seit 1923 vertrat er dort als Nachfolger von Milton William Shreve den 25. Bezirk seines Staates. In seine Zeit im Kongress fielen unter anderem der Erste Weltkrieg, der Beginn der Weltwirtschaftskrise sowie die Ratifizierung des 16., des 17., des 18. und des 19. Verfassungszusatzes. Im Jahr 1932 wurde Henry Temple nicht wiedergewählt. Zwischen 1933 und 1947 lehrte er das Fach Internationale Beziehungen am Washington & Jefferson College. Er starb am 11. Januar 1955 in Washington, wo er auch beigesetzt wurde.